# Apologia della storia
Apologia della storia o Mestiere di storico (titolo orig. Apologie pour l'histoire ou Métier d'historien) è un saggio di Marc Bloch, redatto tra la fine del 1940 e i primi mesi del 1943. Rimasto incompiuto, fu pubblicato postumo nel 1949 per iniziativa di Lucien Febvre, suo amico e compagno di studi, il quale però incollò pagine e capitoli senza tener conto delle parti mancanti.
Bloch si interroga su che cosa sia la storia, e più in particolare, sul ruolo ed i metodi della storiografia adottati dallo storico nell'edificazione di tale scienza. Considerato il suo testamento spirituale, ebbe un'eco mondiale negli anni successivi alla sua diffusione. Il testo è emblematico del pensiero della École des Annales, che Bloch cofondò con Febvre alla fine degli anni Venti. Ritenuta superata in Francia negli anni Settanta, quando nuove correnti storiografiche si fanno largo, la sua influenza riprende negli anni Ottanta e dalla Francia si espande nei paesi anglosassoni, sulla spinta delle traduzioni delle Annales. L'opera guadagna ulteriore popolarità negli anni successivi, quando una nuova edizione critica curata dal figlio, Etienne Bloch, esce nel 1993, con la prefazione di Jacques Le Goff. All'edizione del figlio, criticata da alcuni esperti di Bloch come Massimo Mastrogregori, secondo il quale presenta problemi di leggibilità oltre ad alcuni errori, nel 2024 ha fatto seguito un'ulteriore traduzione italiana, approntata riaggregando i materiali.

## Genesi e temi
Marc Bloch scrisse l'opera all'indomani della disfatta dell'esercito francese contro le armate del Terzo Reich nel 1940: la riflessione sulla storiografia porta Bloch ad analizzare le problematiche legate al perché e all'utilità pratica del mestiere dello storico. Alla domanda "a che serve la storia", egli risponde sostenendo che la storiografia analizza "il passato in funzione del presente e il presente in funzione del passato". Nella sua riflessione lo storico non è solamente uno studioso dedito a ricerche del passato che non hanno alcuna utilità nella società contemporanea, ma il recupero della "memoria collettiva" diventa per Bloch un punto di riflessione importante per ogni società, che da una migliore conoscenza del passato potrà meglio risolvere i problemi del presente.
L'Apologia fornisce anche altri spunti metodologici importanti, come la collaborazione della storiografia con altre discipline umanistiche come la sociologia e la psicologia, senza escluderne altre come l'economia. Altro compito che Bloch ritiene fondamentale per uno storico è lo sforzo che quest'ultimo, in maniera onesta e rigorosa, deve compiere per comprendere e non solo per spiegare la storia. Conoscere le date, le battaglie e i protagonisti non è così importante quanto ricostruire un "contesto" storico adeguato.

## Struttura dell'opera[3]

### Introduzione
Il saggio muove i passi a partire da alcune domande estremamente semplici, quali quella di un fanciullo che chiede "a cosa serve" la storia o quella di un soldato francese che, all'entrata delle truppe tedesche di occupazione a Parigi, si chiedeva se la storia "avesse ingannato". 
Da queste questioni Bloch inizia un discorso generale sulle scienze, sul loro utilizzo e sulla vocazione degli studiosi. Innanzitutto, dimostra con pochi semplici esempi come tutte le scienze siano degne di interesse, e come la storia sia una disciplina con un fascino proprio. Rispetto alla letteratura storica, per esempio, chi si avventura nella storia è mosso da una ricerca "delle tinte autentiche".
Una delle prime domande che Bloch pone è quella su cosa si fonda la "legittimità" di uno studio, quale sia il valore che una ricerca apporta per essere ritenuta "utile". Il  suo metodo nel rispondere a queste domande è quello di dare risposte inizialmente semplici, quasi grossolane, per poi rifinirle tramite esempi, dimostrazioni e confutazioni, trovando la risposta più aderente alla realtà. In questo caso la prima risposta è che solo ricerche finalizzate a servire all'azione siano utili; ma dice anche che l'esperienza ci ha spesso insegnato il contrario, con le speculazioni "in apparenza più disinteressate" che si sono poi rivelate straordinariamente feconde nella pratica, anche a distanza di molti anni. L'umanità è portata ad avere degli "appetiti intellettuali" che vanno al di là delle preoccupazioni pratiche. Esso risponde all'esigenza del "vivere meglio", che non può essere ricondotto a un semplicistico ruolo di guida alla nostra azione. Un'altra risposta si può trovare confutando le opinioni di coloro che sconsigliano lo studio della Storia perché sterile e dannoso: queste posizioni giustificherebbero allora l'ignoranza.
La domanda non ha risposta immediata: Bloch dimostrerà "come e perché uno storico pratica il suo mestiere", sara' poi il lettore a decidere se tale studio sarà degno d'essere esercitato.
La Storia viene descritta come qualcosa di dinamico, "uno sforzo verso il miglioramento della conoscenza". La Storia non solo è una scienza "in cammino", ma è anche relativamente giovane, come tutte le scienze sociali, anzi per quanto riguarda alcuni problemi essenziali di metodo "essa è rimasta [...] ai primi passi". Gli storici, sin dalla fine del XIX secolo, da Émile Durkheim, si trovarono davanti al dilemma di conformare una scienza dell'evoluzione umana con le singole realtà "ribelli" alla costruzione di un sapere razionale: ciò diede origine al concetto di "avvenimento" inteso come evento contingente. Questo concetto, scrive Bloch, è superato e per ciascuno dei movimenti intellettuali c'è da trovare "il prezzo della loro fecondità". In ogni caso la conoscenza storica è incapace di dare certezze e, sebbene possa pretendere il diritto a definirsi "scientifica" per i suoi metodi, i suoi risultati, per quanto universali, vanno presi sempre con le pinze. Dopotutto le esitazioni e i "pentimenti" degli storici sono proprio ciò che giustifica i nuovi studi e in un certo senso dà "freschezza" agli studi storici. L'incompiuto, quando porta a superarsi, genera una seduzione pari all'opera completa.
Infine Bloch fa una riflessione su come ogni scienza vada a comporre un "frammento del moto universale verso la conoscenza".

### Primo capitolo: La storia, gli uomini e il tempo
Il primo capitolo, usando lo stesso metodo già comparso nell'introduzione di porre domande alle quali rispondere con approssimazioni successivamente più rifinite, si occupa dell'oggetto della Storia. Esistono ormai storie delle più svariate discipline, dalla geologia, alla formazione e al movimento dei pianeti, alla vulcanologia; la storia vera e propria, come avevano detto anche Jules Michelet o Fustel de Coulanges, si occupa dell'uomo, o meglio "degli uomini". Secondo Bloch, "Il buon storico somiglia all’orco della fiaba: là dove fiuta carne umana, là sa che è la sua preda". Se la storia sia una scienza o un'arte discussero a lungo nel XIX secolo e Bloch non si sofferma sulla questione: la storia si manifesta con metodi scientifici e con una trasposizione scritta che ha una sua estetica. Inoltre lo storico non scrive con l'esattezza millimetrica di un "fresatore"; egli deve procedere spesso a tatto, affidandosi alla sua sensibilità, come fa il "liutaio".
La Storia non è solo scienza degli uomini, ma è "scienza degli uomini nel tempo". Pur non esistendo scienze che possono astrarsi completamente dal tempo, sia pure come misura, la Storia è invece basata sul tempo, con i suoi fenomeni che vi "nuotano" dentro. Il tempo reale è così analizzato come un continuo cambiamento, dove i fatti sono incanalati cronologicamente e, in un arco ragionevole, si influenzano tra loro.
La ricerca delle "origini" di qualsiasi fenomeno è un'impostazione storica che talvolta ha prodotto ambiguità: le origini possono essere l'inizio o le cause di un fenomeno. Dopo aver analizzato alcuni esempi, Bloch perviene alla conclusione che il voler assiduamente cercare le origini di un fenomeno spesso non è che un modo per poi giustificarlo o condannarlo nel presente. E ciò nasconde un altro "diabolico nemico della storia genuina: la mania del giudizio". In fondo la conoscenza dell'origine di un fenomeno non basta a spiegarlo: sapere della Crocefissione o della Risurrezione di Gesù non basta a spiegare perché molti esseri umani vi credano. Vi sono infatti una serie di condizioni favorevoli che permettono a un fenomeno di manifestarsi in un dato modo: infatti un fatto storico non può mai essere studiato al di fuori dello studio del momento in cui avvenne.
Infine Bloch si occupa del rapporto tra presente e passato, rilevando come sia abbastanza diffusa la convinzione che il presente, inteso come passato prossimo, non come istante attuale, non sia adatto ad essere oggetto della Storia. L'epoca attuale non va considerata come "separata" da quelle precedenti e la distinzione tra passato e presente nell'oggetto degli studi è una questione piuttosto recente (era sconosciuta per esempio ad Erodoto). Gli stessi studiosi del presente, come i giornalisti, non devono poi cadere nell'errore che il presente sia auto-intelligibile, staccato dal passato: anche tempi molto remoti continuano a influenzare il presente e l'autore porta come esempio la disposizione dei campi coltivati, che ricalca tracciati risalenti forse addirittura all'epoca dei dolmen.
Il passato non va valutato poi con gli strumenti del presente: i personaggi storici vanno collocati nell'ambiente, nella mentalità e nell'atmosfera delle loro epoche. Lo storico cerca però un "fondo permanente" nell'uomo e nella sua natura, che attraversa le epoche storiche in una sorta di continuum. Lo storico valuta la vita e le sue manifestazioni anche nel presente e per ricostruire la Storia si serve delle sue esperienze quotidiane, dove con la sua sensibilità sfuma gli elementi che ha a disposizione.

### Secondo capitolo: L'osservazione storica
Dopo aver descritto l'oggetto della storia Bloch si dedica agli strumenti, ovvero all'osservazione storica.
Innanzitutto, la caratteristica più lampante dell'osservazione storica è il fatto che lo storico non partecipa direttamente e quindi non può verificare di persona i fatti che descrive. Egli riceve testimonianze sia scritte che non scritte che provengono dalle epoche del passato. La particolarità dell'osservazione storica è quindi quella di essere una "conoscenza per tracce". Se il passato è un dato che non può più essere modificato, ben più in evoluzione è la conoscenza che si può avere di esso, che si perfeziona e si trasforma "senza posa". Il passato ci ha quindi lasciato delle tracce, sia volontarie che involontarie, ma in ogni caso incomplete (si fa l'esempio di una testimonianza di una battaglia dove anche il testimone più scrupoloso non può che aver assistito solo a una parte dei fatti). A volte la mancanza di tracce deve risolversi nell'impossibilità di conoscere e gli storici devono arrivare, dopo aver provato tutte le strade possibili, all'ammissione di ignoranza.
Testimonianze volontarie (cioè scritte con l'intento di descrivere un fatto) e involontarie (non destinate ad essere lette in chiave storica) vanno entrambe tenute in conto, ma vanno anche opportunamente soppesate: non si deve essere "alunni" passivi di ciò che i predecessori ci hanno voluto tramandare, ma bisogna spesso scavare più in profondità, usando tutte quelle informazioni che si possono ricavare da canali indiretti.
Ogni ricerca dello storico deve avere alla base un "questionario": non ha senso una lettura incondizionata di qualsiasi documento dal quale trarre considerazioni storiche; almeno a livello inconscio, istintivo, ci saranno sempre delle domande, dei punti di interesse, che guidano la ricerca. Gli stessi documenti, se non interrogati in determinati sensi, "non parlano" (viene fatto l'esempio dei reperti preistorici che venivano ignorati da chi non sapesse riconoscerne il valore). Gli storici devono cercare le loro risposte consultando una gamma più svariata possibile di testimonianze, senza arenarsi alle sole più evidenti (fa l'esempio dello storico delle religioni che studiasse solo i trattati di teologia e le raccolte di inni).
La raccolta dei documenti avviene attraverso alcune guide che lo storico deve conoscere, come gli inventari di archivi e biblioteche, i cataloghi dei musei e i reperti bibliografici di ogni tipo. A volte poi le catastrofi giocano un ruolo nettamente sfavorevole per i posteri: ad eccezione delle confische degli archivi ecclesiastici e aristocratici ai tempi della rivoluzione francese e dell'eruzione del Vesuvio che ha conservato l'antica città di Pompei, catastrofi come le due guerre mondiali hanno portato alla perdita di una moltitudine di monumenti e depositi d’archivio. A volte poi la maggiore o minore presenza di testimonianze è dovuta a fatti del tutto contingenti, come il clima o l'indole di singole persone, ma questa impotenza dello storico davanti alla mancanza di documenti non deve far tramontare la speranza verso ritrovamenti imprevisti e imprevedibili (come avvenne con l'ultima copia della  Germania di Tacito).

### Terzo capitolo: La critica
Le fonti vanno trattate e soppesate con un opportuno metodo critico. Come accade nelle aule di tribunale, i testimoni non vanno creduti ingenuamente sulla parola e ciò vale anche per le fonti dello storico. In questo senso, nel 1681, "una grande data nella storia dello spirito umano", con il De re diplomatica di Jean Mabillon venne definitivamente fondata la critica dei documenti d'archivio.
Esistono più tipi di falso: falso che ricalca qualcosa di vero (esempio dei diplomi reali dei monasteri a volte riprodotti perché dispersi), falso sull'autore o sulla data, falso sul contenuto. Sia che un documento sia autentico o no occorre innanzitutto verificare i dati che contiene rapportandolo ad altri documenti simili e coevi; in caso di falso si deve comunque anche spingersi a capire il "perché" sia stato prodotto, trovando talvolta altrettante informazioni (involontariamente date dall'autore del falso) che davanti a un documento autentico. Anche i plagi vanno soppesati, ed essi variano dalla copiatura di una fonte rispetto ad un'altra, fino alla copiatura di una medesima fonte ormai perduta. Vi sono anche esempi di mitomani, "non solo individui, ma anche epoche", deliberati produttori di falsi, che sfuggono alla ricomposizione razionale, come ce ne furono molti nel XIX secolo, specialmente in ambito romantico. Poi oltre ai falsi evidenti ci sono i più insidiosi rimaneggiamenti della realtà, con interpolazioni, "abbellimenti", ecc. Non mancano infine gli errori involontari, che nei grandi numeri, spesso si annullano a vicenda. Tutte queste considerazioni sono confluite nella psicologia della testimonianza, che è molto utile anche negli studi storici.
Tra le acquisizioni di questa disciplina c'è quella secondo la quale la familiarità di qualcosa produce una certa indifferenza, quindi scarsa affidabilità (esempio di Bernardo di Chiaravalle e dei suoi errori nel ricordare la cappella dove era solito pregare da giovane). Un'altra distorsione dei ricordi è prodotta da un "violento turbamento emotivo", che impedisce la concentrazione (esempio del primo colpo di arma da fuoco il 25 febbraio, che diede inizio alla rivoluzione francese del 1848).
Le deformazioni delle testimonianze, intese come errori di valutazione, sono spesso orientate in anticipo, cioè sono riflesso di particolari preconcetti: così le cattive osservazioni di qualcosa si possono tradurre in errori anche molto difficili da rimuovere in seguito.
Il terzo paragrafo descrive la logica del metodo critico, cioè le procedure con le quali si confrontano e si valutano le testimonianze del passato. Innanzitutto serve il confronto con materiali analoghi per epoca e per luogo di origine, così che i falsi saltino facilmente agli occhi. Nel caso di qualcosa di scritto si analizzerà il linguaggio, il supporto (papiro, pergamena o carta), lo stile, eccetera: un disaccordo in uno o più elementi può portare alla condanna. Anche se non si deve cercare un'assoluta corrispondenza, che ci porterebbe a segnalare come falsi alcuni reperti assolutamente straordinari (ad esempio i primi documenti scritti in francese, nonostante all'epoca si usasse quasi esclusivamente il latino): in alcuni casi solo alcuni elementi di concordanza sono sufficienti a stabilire la datazione e l'autenticità.
Esiste poi una somiglianza eccessiva, che discredita: è il caso dei plagi e dei falsi ad hoc (ad esempio come quando Eginardo nel tratteggiare la biografia di Carlo Magno copia dal ritratto di Augusto scritto da Svetonio). Ci sono poi esempi di "suggeritori", cioè di testimonianze indotte, come se ne trovano frequentemente nei documenti dei tribunali dell'Inquisizione, dove gli stessi giudici raccoglievano confessioni pressoché identiche da imputati diversi.
Esistono anche, all'interno dei vari casi statistici, delle incredibili somiglianze, che sono dovute solo a pure coincidenze, che pure vanno tenute in considerazione: l'impossibile è solo caso "la cui probabilità è infinitamente piccola" (esempii delle analogie sorprendenti tra gli ordini dei Gesuiti e dei Gesuati, fondati da santi morti lo stesso giorno e soppressi da papi con lo stesso nome, o quelle tra i filosofi Ruggero e Francesco Bacone).

### Quarto capitolo: L'analisi storica
Quando lo storico ha raccolto e soppesato le sue fonti, non ha che da raccontare le cose "come sono avvenute", usando una frase del grande storico tedesco Ranke, sebbene anche Erodoto, molto prima di lui, si era proposto di "raccontare ciò che fu" (ton eonta). Il "racconto", però, incorre in due problemi fondamentali, che sono quello dell'imparzialità storica e del tentare un'analisi, quindi esponendosi a giudizi.
Secondo la scuola romantica di studi storiografici, lo storico era una specie di giudice che distribuiva elogi o biasimi "agli eroi morti"; ma questo approccio è ormai ampiamente superato, anche perché un giudizio con i preconcetti del presente non ha molto valore: è meglio cercare ciò che realmente volevano gli uomini del passato con le loro azioni, spogliandosi dei propri retaggi attuali.

Per arrivare a comprendere però non si può registrare passivamente gli avvenimenti, bisogna spingersi oltre analizzando e organizzando razionalmente la materia. I fenomeni vengono così concatenati e vengono messe in luce delle linee di forza che devono avere un'efficacia decisiva. In questo senso si può attuare una scomposizione e selezione del reale, sotto più discipline, in modo da osservare meglio, senza ignorare i campi attigui che si combinano e compenetrano continuamente, come 
 Ma i compartimenti tra disciplina e disciplina, anche tra le stesse sottocategorizzazioni degli studi storici, non devono mai essere netti, essendo gli uomini stessi dediti a più ruoli e attività nella loro vita.
Nel terzo paragrafo viene approfondita la questione della nomenclatura, cioè dei nomi che lo storico dà ai fenomeni che studia. La classificazione è necessaria, ma i termini per attuarla talvolta non esistono: si possono allora prendere dal passato o inventarli, e ciascuno dei due metodi ha i suoi vantaggi e i suoi limiti. Tra gli esempi portati c'è l'evoluzione delle parole servo e schiavo, oppure la creazione degli "-ismi", o ancora l'uso di parole che anticamente significavano tutt'altro come "rivoluzione" (dall'originario significato astrologico a quello di sommossa). A volte il passato stesso ha prodotto terminologie ambigue, come nel caso di traduzioni in lingue "dotte" come il latino (esempio del Domesday Book e dell'uso di parole come consules per concetti attuali come "conti"). Altre volte i termini cambiano inevitabilmente con il trascorrere delle epoche (come il concetto di libertas comunale e di libertà moderna).
Questione fondamentale per la classificazione storica è poi la divisione in epoche cronologiche. Bloch analizza i vari sistemi usati fino ad allora dagli storici, a partire dalla divisione in dinastie di regnanti (ad esempio, soprattutto per la storia francese, con l'epoca merovingia, carolingia, capetingia, ecc.). Si è diffuso poi, per non voler sottolineare sempre e solo gli aspetti legati ai sovrani, una divisione in epoche, come l'epoca del Medioevo o del Rinascimento, nomi che portano nella loro radice un giudizio congenito. Più recentemente, per Marc Bloch, si è diffusa infine una periodizzazione per secoli, sicuramente più semplice, ma incapace di inquadrare correttamente i fenomeni con deformazioni quali la convinzione, per esempio, che il XVIII secolo "sia iniziato" nel 1687 o nel 1697 o ancora nel 1715, volendo evidenziare alcuni passaggi epocali che non avvennero esattamente nel 1701.
Esiste poi, sempre riguardo alla classificazione temporale, una questione legata alla precisione: si devono delimitare i fenomeni per anni, per mesi, per giorni o addirittura per minuti o secondi? Ciò dipende dal fenomeno che si considera, dove ogni fatto ha insito una sua precisione richiesta, il cui spessore può variare in base alla natura del fenomeno stesso. A volte infatti è sufficiente usare un intervallo di tempo piuttosto ampio (ad esempio "dal 1875 al 1885"), anche perché i fatti non consentono una precisione maggiore.
In conclusione, Bloch mette in guardia come il tempo umano sia sempre "ribelle" alle richieste di uniformità della classificazione e della ripartizione: ci sono varianti del ritmo che dipendono anche dai diversi luoghi, che necessitano l'accettazione di una certa plasticità e adattamento.

### Quinto capitolo (senza titolo)
Il quinto capitolo è molto più breve, frutto di soli cinque fogli di Bloch scritti a mano, e mostra l'interruzione dell'opera. Non ha titolo, ma vi si tratta della ricerca dei rapporti di causa-effetto.
Innanzitutto Bloch evidenzia la divisione tra condizioni e cause: le prime sono variabili più permanenti, generali e costanti (ad esempio la presenza di una montagna, sebbene abbia una propria causa nella tettonica, per gli uomini non è una variabile), le seconde sono legate all'azione eccezionale dell'uomo o di altri fattori. Lo storico si deve soffermare ovviamente solo sulle seconde, nonostante si debba ammettere un certo margine mobile nel confine tra cause e condizioni.
Inoltre, non si deve cercare di ricondurre tutto a una spiegazione logica e ragionata. Bloch riporta in tal senso una citazione di Napoleone Bonaparte: «non c'è nulla di più raro che un progetto». Bisogna tener conto delle variabili evitando l'apriorismo e gli errori dovuti a ipotesi acquisite in partenza.

## Edizioni italiane
- Apologia della storia o Mestiere di storico, traduzione di Carlo Pischedda, Collana Saggi Einaudi n. 137, Torino, Einaudi, 1950.
- Apologia della storia o Mestiere di storico, traduzione di Carlo Pischedda, con uno scritto di Lucien Febvre, Introduzione e cura di Girolamo Arnaldi, Cronologia della vita e delle opere, Collana Piccola Biblioteca Einaudi n.117, Torino, Einaudi, 1969-1997, ISBN 88-06-03970-9.
- Apologia dello storia o Mestiere di storico, traduzione di Giuseppe Gouthier, nuova ed. critica, Premessa di Étienne Bloch, Prefazione di Jacques Le Goff, Collana Biblioteca n. 33, Torino, Einaudi, 1996, ISBN 978-88-061-4652-8. - Collana Piccola Biblioteca. Nuova serie, Torino, Einaudi, 2009, ISBN 978-88-062-0066-4.
- Apologia della storia, a cura di Cesare Panizza, Falsopiano, 2016, ISBN 978-88-930-4021-1.
- Apologia della storia o Mestiere di storico, traduzione di Lorenzo Alunni, a cura di Massimo Mastrogregori, Collana UEF. I Classici, Milano, Feltrinelli, 2024, ISBN 978-88-079-0466-0.